# Campionati del mondo di atletica leggera 1987 - 400 metri piani femminili
La gara dei 400 metri piani femminili dei Campionati del mondo di atletica leggera 1987 si è svolta tra il 29 e il 31 agosto.

## Podio
| Pos.    | Atleta            | Nazionalità      | Tempo |
| ------- | ----------------- | ---------------- | ----- |
| Oro     | Olga Bryzgina     | Unione Sovietica | 49"38 |
| Argento | Petra Müller      | Germania Est     | 49"94 |
| Bronzo  | Kirsten Emmelmann | Germania Est     | 50"20 |

## Situazione pre-gara

### Record
Prima di questa competizione, il record del mondo (RM) e il record dei campionati (RC) erano i seguenti:
| Record                | Prestazione | Atleta                               | Data                               | Competizione  |
| --------------------- | ----------- | ------------------------------------ | ---------------------------------- | ------------- |
| Record mondiale       | 47"60       | Marita Koch Germania Est             | 6 ottobre 1985 Canberra, Australia |               |
| Record dei campionati | 47"99       | Jarmila Kratochvílová Cecoslovacchia | 10 agosto 1983 Helsinki, Finlandia | Mondiali 1983 |

### Campionesse in carica
Le campionesse in carica a livello olimpico e mondiale erano:
| Campione | Atleta                               | Prestazione | Data                                   | Competizione         |
| -------- | ------------------------------------ | ----------- | -------------------------------------- | -------------------- |
| Olimpico | Valerie Brisco-Hooks Stati Uniti     | 48"83       | 6 agosto 1984 Los Angeles, Stati Uniti | Giochi olimpici 1984 |
| Mondiale | Jarmila Kratochvílová Cecoslovacchia | 47"99       | 10 agosto 1983 Helsinki, Finlandia     | Mondiali 1983        |

### La stagione
Prima di questa gara, le atlete con le migliori tre prestazioni dell'anno erano:
| Pos. | Atleta                              | Prestazione | Data                                                   |
| ---- | ----------------------------------- | ----------- | ------------------------------------------------------ |
| 1    | Petra Müller Germania Est           | 49"64       | 21 agosto 1987 Potsdam, Repubblica Democratica Tedesca |
| 2    | Mariya Pinigina Unione Sovietica    | 49"87       | 6 giugno 1987 Mosca, Unione Sovietica                  |
| 3    | Lillie Leatherwood-King Stati Uniti | 49"95       | 27 giugno 1987 San Jose, Stati Uniti                   |

## Risultati[3][4]

### Turni eliminatori
| 6 Batterie   | 29 agosto | 41 iscritte   | Si qualificano le prime 3 (Q) + i 6 migliori tempi (q). |
| 2 Semifinali | 30 agosto | 8 + 8 + 8     | Si qualificano le prime 2 (Q) + i 2 migliori tempi (q). |
| Finale       | 31 agosto | 8 concorrenti |                                                         |

### Batterie
Sabato 29 agosto 1987
| Pos. | Atleta                | Nazione          | Tempo | Note |
| ---- | --------------------- | ---------------- | ----- | ---- |
| 1    | Olga Bryzgina         | Unione Sovietica | 51”62 | Q    |
| 2    | Sandie Richards       | Giamaica         | 52”07 | Q    |
| 3    | Charmaine Crooks      | Canada           | 52”49 | Q    |
| 4    | Francisca Chepkurui   | Kenya            | 53”21 | q    |
| 5    | Assumpta Achuo Bei    | Camerun          | 54”18 |      |
| 6    | Kungu Bakombo         | RD del Congo     | dns   |      |
| 7    | Pilavulakandi T. Usha | India            | dns   |      |

| Pos. | Atleta          | Nazione           | Tempo | Note |
| ---- | --------------- | ----------------- | ----- | ---- |
| 1    | Petra Müller    | Germania Est      | 51”68 | Q    |
| 2    | Gisela Kinzel   | Germania Ovest    | 52”34 | Q    |
| 3    | Blanca Lacambra | Spagna            | 52”46 | Q    |
| 4    | Fabienne Ficher | Francia           | 52”59 | q    |
| 5    | Maria Usifo     | Nigeria           | 53”64 | q    |
| 6    | Joycelin Joseph | Antigua e Barbuda | 55”61 |      |
| 7    | Anna Cherry     | Saint Lucia       | 57”20 |      |

| Pos. | Atleta                 | Nazione             | Tempo | Note |
| ---- | ---------------------- | ------------------- | ----- | ---- |
| 1    | Mariya Pinigina        | Unione Sovietica    | 51”38 | Q    |
| 2    | Denean Howard          | Stati Uniti         | 52”06 | Q    |
| 3    | Ute Thimm              | Germania Ovest      | 52”48 | Q    |
| 4    | Cathy Rattray-Williams | Giamaica            | 52”64 | q    |
| 5    | Mercy Addy             | Ghana               | 54”13 |      |
| 6    | Diane Dunrod-Francis   | Saint Kitts e Nevis | 57”64 |      |
| 7    | Mariam Zewde           | Etiopia             | dnf   |      |

| Pos. | Atleta                    | Nazione           | Tempo   | Note |
| ---- | ------------------------- | ----------------- | ------- | ---- |
| 1    | Dagmar Neubauer           | Germania Est      | 51”96   | Q    |
| 2    | Lillie Leatherwood-King   | Stati Uniti       | 52”16   | Q    |
| 3    | Marita Payne              | Canada            | 52”21   | Q    |
| 4    | Josephine Mary Singarayar | Malaysia          | 54"46   |      |
| 5    | Nadine Mbitoloum          | Ciad              | 1'01”71 |      |
| 6    | Adina Valdez              | Trinidad e Tobago | dns     |      |
| 7    | Nawal El Moutawakel       | Marocco           | dns     |      |

| Pos. | Atleta                    | Nazione          | Tempo   | Note |
| ---- | ------------------------- | ---------------- | ------- | ---- |
| 1    | Jillian Richardson        | Canada           | 51”94   | Q    |
| 2    | Olga Nazarova             | Unione Sovietica | 52”04   | Q    |
| 3    | Maria Magnólia Figueiredo | Brasile          | 52”29   | Q    |
| 4    | Helga Arendt              | Germania Ovest   | 52”80   | q    |
| 5    | Judit Forgács             | Ungheria         | 53”15   | q    |
| 6    | Ester Petitón             | Cuba             | 54”50   |      |
| 7    | Vanessa Barlow            | Samoa            | 1'01”53 |      |

| Pos. | Atleta               | Nazione                 | Tempo | Note |
| ---- | -------------------- | ----------------------- | ----- | ---- |
| 1    | Kirsten Emmelmann    | Germania Est            | 51”62 | Q    |
| 2    | Diane Dixon          | Stati Uniti             | 51”72 | Q    |
| 3    | Ilrey Oliver         | Giamaica                | 53”59 | Q    |
| 4    | Ruth Morris          | Isole Vergini Americane | 56”36 |      |
| 5    | Cosetta Campana      | Italia                  | dns   |      |
| 6    | Sharmila Ray Chackma | Bangladesh              | dns   |      |

### Semifinali
Domenica 30 agosto 1987
| Pos. | Atleta                  | Nazione          | Tempo | Note |
| ---- | ----------------------- | ---------------- | ----- | ---- |
| 1    | Mariya Pinigina         | Unione Sovietica | 50”83 | Q    |
| 2    | Jillian Richardson      | Canada           | 50”91 | Q    |
| 3    | Lillie Leatherwood-King | Stati Uniti      | 50”95 | q    |
| 4    | Dagmar Neubauer         | Germania Est     | 52”15 |      |
| 5    | Cathy Rattray-Williams  | Giamaica         | 52”51 |      |
| 6    | Fabienne Ficher         | Francia          | 52”58 |      |
| 7    | Helga Arendt            | Germania Ovest   | 52”80 |      |
| 8    | Blanca Lacambra         | Spagna           | 54”72 |      |

| Pos. | Atleta                    | Nazione          | Tempo | Note |
| ---- | ------------------------- | ---------------- | ----- | ---- |
| 1    | Petra Müller              | Germania Est     | 50”15 | Q    |
| 2    | Olga Bryzgina             | Unione Sovietica | 50”88 | Q    |
| 3    | Denean Howard             | Stati Uniti      | 51”28 |      |
| 4    | Charmaine Crooks          | Canada           | 51”69 |      |
| 5    | Maria Magnólia Figueiredo | Brasile          | 52”24 |      |
| 6    | Gisela Kinzel             | Germania Ovest   | 52”66 |      |
| 7    | Judit Forgács             | Ungheria         | 52”99 |      |
| 8    | Ilrey Oliver              | Giamaica         | 53”35 |      |

| Pos. | Atleta              | Nazione          | Tempo | Note |
| ---- | ------------------- | ---------------- | ----- | ---- |
| 1    | Kirsten Emmelmann   | Germania Est     | 50”53 | Q    |
| 2    | Diane Dixon         | Stati Uniti      | 50”83 | Q    |
| 3    | Olga Nazarova       | Unione Sovietica | 51”07 | q    |
| 4    | Ute Thimm           | Germania Ovest   | 51”23 |      |
| 5    | Sandie Richards     | Giamaica         | 51”54 |      |
| 6    | Marita Payne        | Canada           | 51”75 |      |
| 7    | Francisca Chepkurui | Kenya            | 52”86 |      |
| 8    | Maria Usifo         | Nigeria          | dns   |      |

### Finale
Lunedì 31 agosto 1987
| Pos.    | Corsia | Atleta                  | Età | Nazione          | Tempo | Nota                                    |
| ------- | ------ | ----------------------- | --- | ---------------- | ----- | --------------------------------------- |
| Oro     | 2      | Olga Bryzgina           | 24  | Unione Sovietica | 49”38 | Miglior prestazione mondiale stagionale |
| Argento | 3      | Petra Müller            | 22  | Germania Est     | 49”94 |                                         |
| Bronzo  | 6      | Kirsten Emmelmann       | 26  | Germania Est     | 50”20 |                                         |
| 4       | 5      | Mariya Pinigina         | 29  | Unione Sovietica | 50”53 |                                         |
| 5       | 7      | Lillie Leatherwood-King | 23  | Stati Uniti      | 50”82 |                                         |
| 6       | 8      | Jillian Richardson      | 22  | Canada           | 51”03 |                                         |
| 7       | 4      | Diane Dixon             | 23  | Stati Uniti      | 51”13 |                                         |
| 8       | 1      | Olga Nazarova           | 22  | Unione Sovietica | 51”20 |                                         |